# Министерство здравоохранения Мьянмы
Министерство здравоохранения Мьянмы (бирм. ကျန်းမာရေးဝန်ကြီးဌာန) — министерство, управляющее делами здравоохранения в Мьянме, в том числе всеми медицинскими школами.

## Отделы
- Департамент здравоохранения по планированию
- Департамент здравоохранения
- Отделение медицинских наук
- Департамент по медицинским исследованиям (Нижняя Бирма)
- Департамент по медицинским исследованиям (Верхняя Бирма)
- Департамент по медицинским исследованиям (Центральная Бирма)
- Департамент народной медицины

## Список глав
- E Маунг
- Муананунг У Тин
- Хин Чжи
- Пе Тхейн (1988—1997)
- Кет Сейн (1997—2003)
- Чжо Мьин (2003 — март 2011)
- Пе Тхет Кхин (март 2011 — настоящее время)